# Rivolta epirota (1878)
La rivolta epirota del 1878 rientrò in una serie di rivolte greche che si verificarono in varie parti della Grecia sotto il dominio ottomano, come in Macedonia e Creta, durante lo scoppio della guerra russo-turca (1877-1878). Sebbene i funzionari greci abbiano sostenuto individualmente la rivolta, il governo greco, essendo in quel momento a conoscenza della situazione internazionale nell'Europa orientale, decise di non farlo. Con la fine della guerra russo-turca la rivolta fu rapidamente soppressa.

## Contesto
Il 24 aprile 1877, la Russia dichiarò guerra all'Impero ottomano e subito dopo una serie di battaglie, la sconfitta ottomana risultava imminente. Nel frattempo, i circoli non ufficiali in Grecia videro la guerra come una grande opportunità per incitare le rivolte in un certo numero di regioni abitate da greci nell'Impero ottomano: Epiro, Macedonia, Tessaglia e Creta.

## Preparativi
Nel 1877, vennero formate due organizzazioni patriottiche in Grecia per organizzare un'imminente rivolta in Epiro: la Difesa Nazionale (in greco Εθνική Άμυνα?) e Fraternità (in greco Αδελφότητα?). Subito dopo, le organizzazioni iniziarono a creare gruppi di volontari e a raccogliere armi e munizioni. A dicembre, illustri epiroti che vivevano ad Atene, tra cui il generale Spyridon Milios e Dimitrios Botsaris (figlio di Notis Botsaris), erano pronti a guidare la rivolta, ma il governo greco, consapevole di tale situazione, intervenne e non si fece coinvolgere.

## La rivolta

### Primi conflitti e dichiarazione di unione con la Grecia
Nel febbraio 1878 gruppi di irregolari passarono il confine greco-ottomano ed entrarono in Tessaglia ed Epiro. Le prime regioni che si unirono alla rivolta furono Tzoumerka, ad ovest di Arta, la regione a nord di Preveza e Radovizio (a nord della Tesprozia). L'insurrezione era però mal preparata e le debolezze erano evidenti già dai primi giorni. Quando si verificarono i primi conflitti con le truppe ottomane, la maggior parte dei rivoluzionari si ritirò in Grecia. A Plaka, un avamposto ottomano fu sopraffatto da un'unità epirota guidata da un ufficiale dimesso dell'esercito greco, Hristos Mitsios. Tuttavia, all'arrivo di 2.000 truppe ottomane da Giannina, dovettero ritirarsi.
Nel frattempo, la guerra russo-turca si concluse con il Trattato di Santo Stefano (3 marzo 1878). L'improvvisa fine delle ostilità russo-turche ebbe un impatto negativo sull'esito della rivolta. Il 12 marzo i rappresentanti del movimento si riunirono nel villaggio di Botsi (Tesprozia), e dichiararono l'Unione dell'Epiro con la Grecia. Poco dopo, un numero significativo di truppe ottomane arrivò con navi da truppa nella regione e prese il controllo dell'intera area. I rivoluzionari, vedendo l'inutilità della resistenza, si ritirarono al confine greco.

### Lappas e la rivolta di Stephanou
Intanto, prima che la rivolta di Radovizi fosse repressa, un gruppo di 150 epiroti armati sbarcò nella regione di Saranda, sotto la guida dei capitani della guerriglia Minoas Lappas e Georgios Stephanou. Ben presto un numero maggiore di volontari (700), principalmente profughi epiroti di Corfù, si unì alla rivolta. Oltre alla città di Saranda, avevano sotto controllo le regioni circostanti di Vurgut e Delvina, compresi i villaggi di Giasta e Lykoursi, nonché il vicino monastero di San Giorgio.
Il comandante militare ottomano di Giannina con una forza di 6.000 soldati regolari marciò verso Saranda. Gli ottomani erano anche supportati da bande irregolari di albanesi. Il 4 marzo, dopo aspri combattimenti, la rivolta terminò.

## Rappresaglie
Quando la rivolta di Saranda fu alla fine repressa, iniziarono le rappresaglie. Di conseguenza, 20 villaggi della regione di Delvina furono bruciati e vennero bloccate le vie di fuga per la popolazione inerme.
Poiché molti illustri locali (come Kyriakos Kyritsis, in seguito deputato al parlamento greco) sostennero finanziariamente la rivolta, le autorità ottomane fecero confiscare tutti i loro possedimenti nella regione di Saranda-Butrinto.

## Conseguenze
Il fallimento del movimento del 1878 in Epiro fu dovuto principalmente alla riluttanza del governo greco a sostenere attivamente tale iniziativa. D'altra parte, la guerra russo-turca finì troppo presto, in modo che le truppe ottomane potessero muoversi rapidamente e sopprimere qualsiasi forma di disturbo.